# Poklička (geologie)

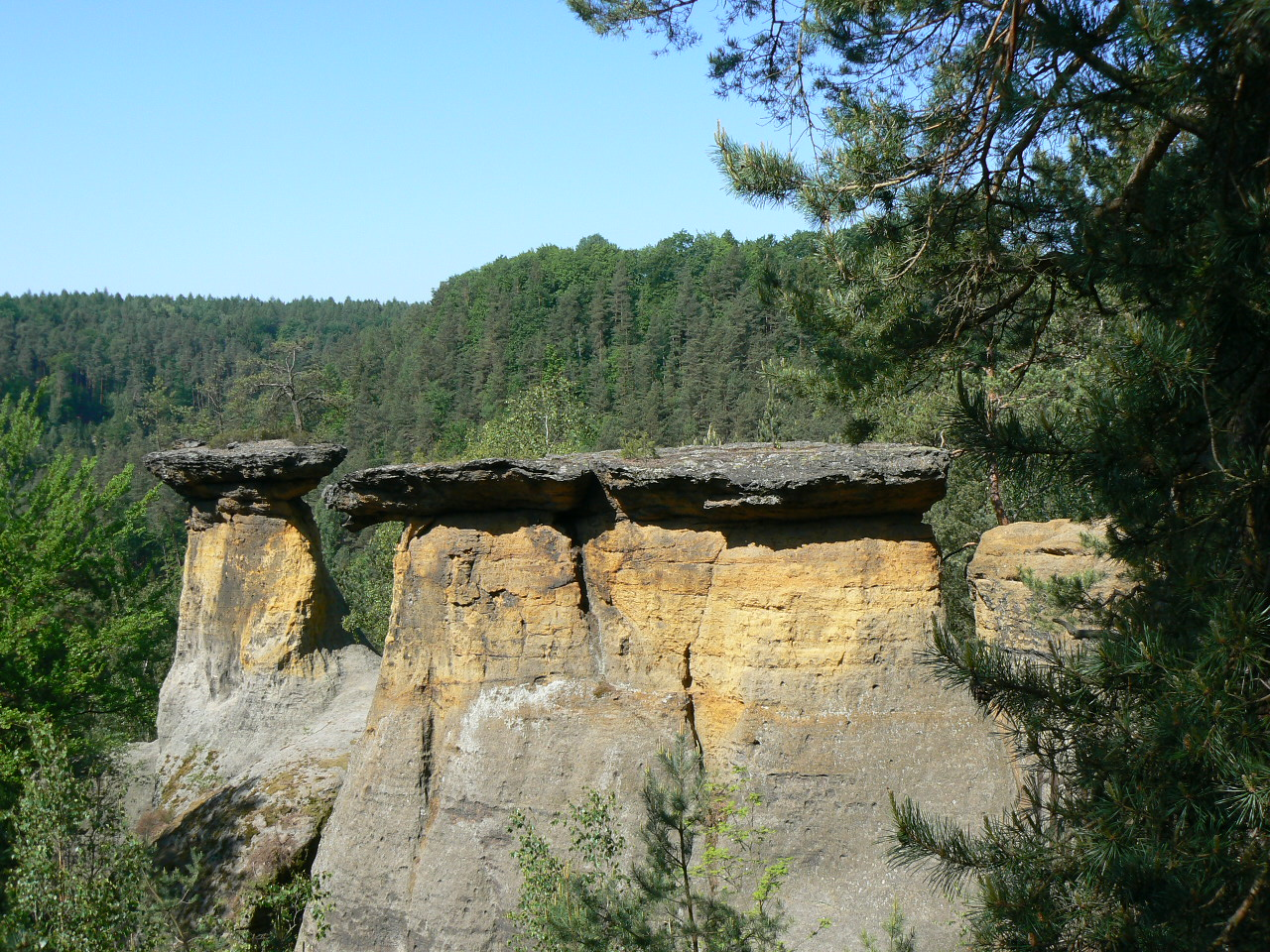
Mšenské pokličky

Poklička je skalní útvar vzniklý selektivním zvětráváním různě odolných pískovců a železitých slepenců. Tvarem připomíná sloup či komolý kužel zakončený poklicí. V jejich okolí se často nacházejí tzv. zárodečné tvary – útvary, které díky své geologické struktuře mají potenciál stát se pokličkami.

## Pokličky v CHKO Kokořínsko
Mšenské pokličky se nacházejí v CHKO Kokořínsko nad Kokořínským dolem. Nejvýraznější z nich (zvaná Poklička) má klobouk o rozměrech 6 × 5 × 1,5 m. Samotný sloup měří 10,5 m. Poněkud obtížněji přístupné jsou Jestřebické pokličky nad Vojtěšským dolem.